# Mount Haskell
Mount Haskell ist ein 1480 m hoher und pfeilerartiger Berg an der Foyn-Küste des Grahamlands im Norden der Antarktischen Halbinsel. Er ragt zwischen Mount Denucé und Mount Holmes am Südwestufer des Cabinet Inlet auf.
1947 wurde er vom Falkland Islands Dependencies Survey (FIDS) kartiert und bei der US-amerikanischen Ronne Antarctic Research Expedition (1947–1948) aus der Luft fotografiert. Der FIDS benannte den Berg nach dem US-amerikanischen Polarbibliografen Daniel C. Haskell (1809–1887) von der New York Public Library, der einen Bericht über die United States Exploring Expedition (1838–1842) verfasste.